# علي حبيب
علي محمد حبيب محمود (1 يناير 1939 – 20 مارس 2020)، ضابط عسكري سوري بارز، شغل منصب وزير الدفاع في سوريا من يونيو 2009 حتى أغسطس 2011.
يُعدّ محمود أحد أشهر الجنرالات في التاريخ العسكري السوري الحديث، وكان من أعضاء الدائرة المقربة للرئيس بشار الأسد.

## النشأة
وُلد علي حبيب محمود في 1 يناير 1939 في محافظة طرطوس، ونشأ في عائلة علوية. انضم إلى الجيش العربي السوري عام 1959، وتخرّج من الكلية العسكرية في عام 1962.

## المسيرة المهنية
شارك علي حبيب محمود في حرب أكتوبر عام 1973 ضد إسرائيل. وفي عام 1982، قاد الفرقة الأولى المدرعة خلال الاجتياح الإسرائيلي للبنان، وكان من أبرز معاركه معركة السلطان يعقوب. وفي عام 1985، تولّى قيادة الفرقة السابعة للمشاة الآلية، ثم رُقّي إلى رتبة لواء في عام 1986.
شارك محمود كذلك في حرب الخليج عام 1991 ضمن قوات التحالف الدولي التي حرّرت الكويت من الاحتلال العراقي. وفي عام 1994، تم تعيينه قائدًا للقوات الخاصة، ثم رُقّي إلى رتبة فريق أول في عام 1998. وفي عام 2002، عُيّن نائبًا لرئيس هيئة الأركان العامة.
في 12 مايو 2004، تولّى منصب رئيس هيئة الأركان العامة للجيش والقوات المسلحة السورية، خلفًا لـ حسن تركماني الذي عُيّن وزيرًا للدفاع. وكان محمود أيضًا عضوًا في حزب البعث العربي الاشتراكي.
وفي 3 يونيو 2009، أصدر الرئيس بشار الأسد قرارًا بتعيينه وزيرًا للدفاع، ليخلف مجددًا حسن تركماني في هذا المنصب. وانتهت ولايته في 8 أغسطس 2011، حيث تم تعيين العماد داوود راجحة خلفًا له.
في 4 سبتمبر 2013، تداولت وسائل إعلام المعارضة شائعات غير صحيحة تفيد بأنه انشق وفر إلى تركيا، إلا أن تلك المزاعم نُفيت لاحقًا، وتبيّن أنه ظل في سوريا.